# Hemimarginula simpla
Hemimarginula simpla is een slakkensoort uit de familie van de Fissurellidae. De wetenschappelijke naam van de soort is voor het eerst geldig gepubliceerd in 1987 door Christiaens.